# Олга Киевска
Олга (на старобългарски: Ольга; на старонорвежки: Helga); с християнско име Елена e киевска княгиня – съпруга на княз Игор I и майка на княз Светослав I, от чието име управлява между 945 г. и 969 г. Християнка, тя е устроителка на древноруската държава, оставила име на велика и мъдра владетелка.
Олга вероятно е от скандинавски произход и принадлежи към династията Рюриковичи. Някои руски и български автори смятат, че е внучка на българския владетел Борис I Покръстител, въпреки че няма безспорни свидетелства за това. Съществува и предание, че в младостта си се е лекувала в Мелник – то записано от д-р Иляна Чекова по внушение на проф. Василка Тъпкова-Заимова. Сред украинските специалисти битува и тезата, че тя е от западнославянски произход.
Според някои учени, името Олга тя възприема в смисъл на „съпруга на Олег“ и „невестата, която Олег доведе“ („Олгову невесту“), а истинското ѝ име е неизвестно. Сред медиевистите има спорове относно рождената дата на княгинята. Обикновено се приема, че е родена около 890 г.,но съществува и теза, че това се е случило доста по-късно: около 925 г. Последната се базира на изследванията на руския специалист по древноруска история Алексей Карпов, който смята, че при бракосъчетанието си с княз Игор тя е едва на 15 години. Игор е син и наследник на Рюрик. След смъртта на баща си се намира под опеката на Олег, консолидирал властта си над славянските племена около Киев, който се превръща в столица на новата държава Киевска Рус, покорявайки другият важен център в руските земи – Новгород. Олга е омъжена за Игор, а след смъртта му през 945 г. наследява трона на Киевска Рус.
Олга е сред първите руски светици, и е смятана за активен разпространител на християнството. В същото време то не е прието за държавна религия, и дори нейният син Светослав, въпреки настояванията ѝ, си остава езичник. Киевска Рус е официално покръстена от внука на Елена – княз Владимир I Велики, който първоначално също е езичник.
Тя умира през 969 г., а днес мраморният ѝ саркофаг се намира в църквата „Света Богородица“ в Киев.

## Управление
Сведенията за княгиня Олга са до голяма степен оскъдни и противоречиви. Те идват главно от „Начална руска летопис“, писана 150 години след нейната смърт. Хрониката, както и други църковни текстове, има тенденцията да я възхвалява, тъй като тя е първият високопоставен проводник на християнството в Киевска Рус.
Данни за княгиня Олга се съдържат също така в един исторически документ озаглавен „Летописец руских царей“, както и в друг исторически паметник – „Родословец на руските князе“. Според „Летопис по Лаврентеевскаму списку“ синът ѝ – Светослав I, криел от майка си своето предпочитание да живее в Переяславец на Дунава, вместо в Киев.
Олга Киевска фактически управлява Киевска Рус от 945 до 962 година. Тя обединява всички източни славянски племена, организирайки ги в общ държавен организъм.
След убийството на мъжа ѝ, княз Игор, от славянското племе древляни, княгиня Олга си отмъщава с голяма жестокост. Пратениците на древляните, изпратени при нея, са предателски убити, страната им е опустошена, цели градове са изгорени, а голям брой древляни са изгорени живи по време на езическо жертвоприношение на гроба на съпруга ѝ.
През 945 г. (според Иречек – през 957 г.) Олга Киевска сключва договор с Византия насочен срещу България. По-късно, Олга приема (официално) християнството от никейски тип (вероятно изповядвано от нея и преди това), като лично отива в Константинопол за да бъде кръстена. Посещението става вероятно през 957 г., като според някои източници в придружаващата я делегация има и български свещеници, включително от българския свещеник Григорий – приближен на Симеон Велики. Името на отец Григорий, впоследствие епископ Мизийски се появява за първи в монографията на К.Калайдович за Йоан Екзарх където авторът публикува целията текст на киноварното заглавие в Архивния сборник. Този архивен сборник по-рано е съхраняван в Архива на министерство на външните работи в Москва. По-късно са открити още няколко преписа от X в. със съвсем малки отклонения, споменаващи отец Григорий. Също и Асен Чилингиров споменава Григорий Презвитер
При покръстването си тя приема името на Елена Лакапина, съпруга на император Константин VII Багрянородни, като самата церемония е подробно описана от императора в неговата книга за церемониала. Според „Начална руска летопис“, византийският император е дотам впечатлен от красотата ѝ, че ѝ предлага брак.
След завръщането си в езическа Русия, Олга полага първия камък на катедралния храм „Света София“ в Киев през 960 г. Тя е първата по-видна разпространителка на Христовата вяра сред русите, за което е призната от Руската православна църква за равноапостолка и първа руска светица.

## Произход

### Предполагаем произход от викингите
Повечето историци са единодушни, че Олга е от варяжки (скандинавски) произход. Според тази теория, тя е родена е в град Псков с името Хелга, което по-късно сред източнославянските народи се възприема като Олга.
Възможно е Олга да е нарекла основан от нея град на родния си. Проучвания също показват, че първото поселение на мястото на Псков изчезва напълно след унищожителен пожар, случил се около 860 г., т.е. повече от 20 години преди раждането на княгинята, което може да се изчисли приблизително въз основа на сведенията за възрастта ѝ при посещението в Цариград през 945 или 957 г., когато тя вече е в напреднала възраст, от годината на сватбата ѝ през 903 г. и от кончината ѝ на 11 юли 969 г. От началото на X в. датират първите семпли строежи от повторното заселване на това място, което става повече от 40 години след изчезването на първото селище.

### Украинска (западнославянска) хипотеза
Разпространена сред украински и някои руски специалисти версия е, че княгинята е със западнославянски произход от закарпатското, днес вече несъществуващо ранносредновековно селище Плеснеско (на староруски: Плъсньскъ, Плъснѣскъ), което се е намирало при днешните села Подгорци и Загорци в околия Броди, при изворите на река Сирет, в горното течение на река Западни Буг, където са открити артефакти от западнославянски поселения, а е известно и древното чешко име Olha, което въпреки звуковото сходство може и да не произхожда от викингското Хелга (за мъж – Хелги).

### Българска хипотеза
В българската литература се среща и твърдението, че Олга Киевска може да е от български произход. Те, особено предвид възможността името, с което княгинята е известна в Русия, всъщност да е прозвището ѝ, идващо от „Олгову невесту“, т.е. „невестата, която доведе Олег“ (с предположението, че я е довел отдалеч, какъвто е въобще стародавният обичай сред славяните, като своя булка или за да я омъжи за княз Игор), както е наричана по повод на сватбата си в хрониките, са поддържани от някои руски историци.
Една от най-интересните версии според други руски източници е, че Олга е дъщеря на княз Владимир-Расате, първородния син на княз Борис I и пръв престолонаследник, подкрепяна и с това, че имената на тези български владетели са носени и от нейни потомци. Предполага се, че за спомен от родната си Плиска, княгиня Олга основава град със същото име, който е първият християнски град в Русия според някои източници. Руснаците го наричали, според тази версия, тогава Плисков (от Плиска – Плисков, както се образуват фамилните имена в славянските езици), което с годините преминало в днешния Псков – град, известен с множеството си църкви.
Според този вариант на хипотезата за български произход на княгинята, след детронирането на Владимир, заради опита му да измени на линията на християнизация на страната и да върне старата господстваща роля на традиционните за славяни и прабългари езически култове, и възцаряването на Симеон I, Елена-Олга е изпратена в манастир. Скоро след това в двореца в Плиска идва пратеничество от Киевска Рус, водено от воеводата Олег, пръв помощник на княз Рюрик, с надеждата да намери на младежа булка – дъщеря на могъщ владетел (но предполагаемо несполучил при византийците). Дават му момичето, което като дъщеря на заклет езичник към момента е и по-приемливо за русите, а за българите става гарант за мир с войнствените им северни съседи. Тържественото завръщане на предполагаемата делегация (но може би просто – от победоносен набег) в Киев в руските източници е посочено, като пристигането на „Олгову невесту“, т.е. „невестата, която доведе Олег“.
Ст. Чилингиров (редом с разсъжденията си, свързани с евентуалния произход на княгинята от Расате) развива и хипотеза, че Олга е дъщеря на български болярин, на име Сондоке от Анна (Ана), сестрата на българския цар Симеон I и дъщеря на хан/княз Борис I, въпреки че тя се замонашава млада – скоро след смъртта на съпруга си. Името Ана (евентуално – след покръстването ѝ) се приписва и на наложницата (или дори – законната съпруга на Владимир I Велики), родила руския княз Борис Владимирович и неговия брат Глеб. Според същия автор, княз Светослав при похода си в България гради претенциите си за властване над страната, върху произхода си от властващата династия.

### Доводи в полза на българската хипотеза
Застъпниците на тезата се аргументират особено много с езиковата близост между старото име на Псков – Плескау и това на старата българска столица Плиска – с предположението, че основателката му е българска принцеса. Тезата е спорна, както поради несигурните и смятани за съдържащи фалшификации късни източници от 19 в., така и защото при царуването на Олга, столица на Първата българска държава е Велики Преслав (от 893 г.), а не Плиска, макар че това не изключва възможността да е родена или да е живяла там.
Изворите, изтъквани в подкрепа на българската хипотеза са следните:
Родословец русских князьей, наричан и Государев родословец,  от свода на Новый Владимирский Летописецъ от XV в., открит в 1887 г. от архимандрит Леонид, настоятел на Троицко-Сергиевската лавра, и публикуван на следващата година, дословно е записано:
Игоря же жени в Болгарѣхъ, поятъ же за него княжну именемъ Ольгу. И бѣ мудра велми. (Игор взе жена от българите, която за него /за него, защото както сочи приведената по-горе „Повѣсть времяньныхъ“ тя му е доведена в 903 г. с името Елена/ бе наречена княгиня Олга. И бе тя мъдра много.)
В Летописец руских царей отново е записано, че не само са довели княгинята от „Плискова“ (старата столица Плиска), но и че тя е била начетена (намек, че тя може да е била само високопоставена особа), вярваща християнка, и с управленски умения на държавник и военачалник – печели 3 сражения срещу древляните, при това използва тактически прийоми.
Приведоша ему (Игоря) жену из Плискова, имѣнемъ Олгу, остроумицу и коренъ и основание вѣре християнской и нашъ вождъ. (Доведоха за него /за Игор/ жена от Плисков, именуема Олга, начетена и корен и основа на християнската вяра и наш вожд.)
От руските историци, поддържащи хипотезата за българския произход на княгиня Олга, се откроява Д. И. Иловайский (в труда му Вероятное происхождение св. княгини Ольги.), смятащ че тя е знатна българка, подхождаща на ранга на руския княз българска княгиня от старопрестолния град Плиска, вече притежаваща приписаните ѝ от летописите възпитание, християнски познания и държавни умения. Приписва забележителните ѝ качества на това, че е възпитавана в дворец или манастир, каквито в България по това време има, а в Русия – не, и настоява, че е невъзможно да е толкова талантлива, изтънчена и образована, а да е от простолюдието. Съответно заключава, че княгиня Елена-Олга е внучка на Борис I, дъщеря на цар Симеон Велики или племенница на последния, родена от друг син или дъщеря на княз Борис I.

## Памет
На света Олга е наречена улица в квартал „Димитър Миленков“ в София (Карта).